# Hohe Grethe
Die Grube Hohe Grethe war eine Eisenerz- und Kupfergrube am Rosterberg in Siegen im Kreis Siegen-Wittgenstein. Sie zählte zu den bedeutendsten Gruben im ehemaligen Bergrevier Siegen II und wurde durch das „Siegener Loch“ weithin bekannt.

## Geschichte
1698 wurde die Grube Hohe Grethe erstmals erwähnt. Der Bergbau am Rosterberg ist aber wahrscheinlich älter. Abgebaut wurde in einem Oberen Stollen und in einem Tiefen Stollen Braun- und Spateisenstein sowie Kupferkies in einem Erzlager mit Mächtigkeiten von bis zu 8,5 m und einer Länge von 150 m. 1775 betrug die Förderung 800 Wagen Eisenstein. Bereits im 18. Jahrhundert wurde in einem Kunstschacht mit Radkunst Tiefbau bis in 24 m Teufe betrieben.
1865 konsolidierte die Grube mit kleineren Gruben in der Gegend:
- Frische Grethe
- Alter Weiberborn
- Christophszeche
- Schwarzwald
- Lerche
- Mittelste Grethe (zu Häuslingstiefe)
- Vorderste Grethe
- Hohe Ley

Daraufhin entschloss man sich zum Tiefbau. Der angelegte Blindschacht erreichte 1871 eine Teufe von 42 m. Dort wurde die erste Sohle angelegt. Auf einer für Siegerländer Verhältnisse geringen Teufe von 72 m lag die zweite und letzte Sohle der Grube. Dort wurde ein 158 m langer Gang gehauen. Ab 1870 wurden die Arbeiten durch den Einsatz einer Dampfmaschine unterstützt. 1876 wurde die Förderung auf Hohe Grethe eingestellt. Die Förderung betrug in diesem Jahr noch 1405 t Brauneisenstein und 97 t Spateisenstein.
In den Jahren 1899 und 1900 wurde die Förderung wieder aufgenommen und insgesamt 7770 t Erz gefördert. Dann wurde Hohe Grethe endgültig stillgelegt. Daran konnten auch Untersuchungen in den Jahren 1917 und 1924 nichts ändern.

## Das „Siegener Loch“
Im Februar 2004 machten Tagesbrüche am Rosterberg als „Siegener Loch“ bundesweit Schlagzeilen. Die Brüche öffneten sich auf dem Gebiet der Betriebsabteilung Hohe Ley. Ein Jahr lang dauerten die Sicherungsmaßnahmen, die etwa vier Millionen Euro und 22.000 t Material verschlangen.
Weitere, durch fortwährende Tagesbrüche notwendig gewordene Sicherungsmaßnahmen im Bereich des Rosterbergs und unter der Siegerlandhalle, zogen sich noch bis Ende 2010 hin. Seit 2007 wurde dazu eine Spezialfirma aus Thüringen herangezogen.